# Morbid Noizz Productions
Morbid Noizz Productions – polska niezależna wytwórnia specjalizująca się w szeroko pojętej muzyce heavymetalowej. Firma funkcjonowała w latach 1993-2001. Jej siedziba znajdowała się w Gnieźnie. Jednym ze współzałożycieli oficyny był Krzysztof Kozak, w latach późniejszych właściciel wytwórni hip-hopowej R.R.X..
Wytwórnia powstała na kanwie wydawanego na początku lat 90. zina Trash and Core, który w 1993 roku przyjął nazwę Morbid Noizz. Jednakże działalność pisma została szybko zarzucona, a jego redaktorzy podjęli się działalności wydawniczej. Firma początkowo, na podstawie umów licencyjnych, wydawała na kasetach magnetofonowych nagrania takich zespołów jak Burzum, Immortal, Bathory czy Ancient Rites. W 1995 roku w profesjonalnej formie działalność wznowiło czasopismo Morbid Noizz. Do gazety została dołączona kompilacja różnych wykonawców na płycie CD, co stanowiło novum na ówczesnym rynku wydawniczym. Latem 2001 roku ukazał się ostatni numer pisma. Wkrótce potem wytwórnia została zamknięta.
Na przestrzeni lat nakładem Morbid Noizz Productions ukazały się ponadto m.in. nagrania takich wykonawców jak: Artrosis, Atrophia Red Sun, Batalion d’Amour, Betrayer, Christ Agony, Desdemona, Moonlight, Thy Worshiper oraz Undish.